# Привольное (Восточно-Казахстанская область)
Привольное (каз. Привольное) — село в Уланском районе Восточно-Казахстанской области Казахстана. Административный центр Багратионовского сельского округа. Находится примерно в 72 км к западу от районного центра, посёлка Касыма Кайсенова. Код КАТО — 636243100.

## Население
В 1999 году население села составляло 1394 человека (663 мужчины и 731 женщина). По данным переписи 2009 года, в селе проживал 1421 человек (673 мужчины и 748 женщин)
В настоящий момент по данным акимата Багратионовского округа в селе Привольное проживают 2500 человек.